# Jonathan Bullock
Jonathan Bullock (Nottingham, 3 marzo 1963) è un politico britannico.
È stato europarlamentare per la circoscrizione delle East Midlands fino all'uscita del Regno Unito dall'Unione europea il 31 gennaio 2020. È stato terzo nella lista UKIP per quella circoscrizione alle elezioni europee del 2014 ed è diventato eurodeputato il 1° agosto 2017, succedendo a Roger Helmer. È stato rieletto nel 2019 per il Brexit Party.
Bullock era stato in precedenza consigliere e membro del gabinetto del Consiglio comunale di Kettering e candidato parlamentare e alle elezioni europee per il Partito Conservatore. Si è dimesso dal Partito Conservatore nel settembre 2012 per unirsi all'UKIP, ma lo ha lasciato nel dicembre 2018 e si è unito al Brexit Party quattro mesi dopo. 

## Biografia
Bullock è nato il 3 marzo 1963 a Nottingham. Ha frequentato la Nottingham High School prima di studiare a Portsmouth, dove ha conseguito una laurea con lode in scienze politiche. È membro della Royal Society of Arts (FRSA). 

## Carriera politica
Per il Partito Conservatore, Bullock ha corso per seggi parlamentari di Manchester Gorton (1992) e Gedling (2001) e per le elezioni europee del 2004 nella circoscrizione di East Midlands. È stato eletto consigliere comunale di Kettering nel 2007, in rappresentanza del distretto di Queen Eleanor & Buccleuch, è stato rieletto al Consiglio comunale di Kettering nel 2011 nello stesso distretto.
Bullock passò all'UKIP nel 2012, citando la disillusione nei confronti di David Cameron e del Partito Conservatore riguardo all'Unione europea, così come la generale deriva a sinistra del Partito Conservatore. Per l'UKIP si è candidato per il seggio di Ise nel Consiglio della Contea del Northamptonshire nel 2013 e nel 2017, e anche alle elezioni europee del 2014, dove era terzo nella lista del partito. Dopo il ritiro di Roger Helmer alla fine del luglio 2017, Bullock risalì nella lista succedendogli come eurodeputato per East Midlands il 1° agosto 2017.
Si è dimesso dall'UKIP nel dicembre 2018 a causa di una violazione dello statuto del partito da parte del leader Gerard Batten, ma è rimasto nel gruppo Europa della Libertà e della Democrazia Diretta al Parlamento europeo.
Si è unito al Brexit Party nel febbraio 2019 ed è stato rieletto nel 2019.